# 83 (число)
83 (восемьдесят три) — натуральное число, расположенное между числами 82 и 84. Оно является простым числом, и в их последовательности расположено между 79 и 89.
- 83 день в году — 24 марта (в високосный год — 23 марта).

## В математике
- 83 — является нечётным двухзначным числом.
- Сумма цифр этого числа — 11
- Произведение цифр этого числа — 24
- Квадрат числа 83 — 6889
- 23-е простое число.
- 9-е число Софи Жермен ↓53, ↑89  (83 * 2 + 1 = 167, также являющееся простым числом)[2].
- Одно из чисел с таким свойством, что сумма его с перевёрнутым числом равна квадрату суммы его цифр ({\displaystyle 83+38=11^{2}}).
- Суперпростое число ↓67, ↑109

## В науке
- Атомный номер висмута

## В других областях
- 83 год.
- 83 год до н. э.
- 1983 год.
- ASCII-код символа «S».
- 83 — Код субъекта Российской Федерации и Код ГИБДД-ГАИ Ненецкого автономного округа.